# Nicolás Kaldor
Nicholas Kaldor (Budapest, 12 de mayo de 1908 - Papworth Everard, Cambridgeshire, 30 de septiembre de 1986) fue un economista de origen judío, que adoptó la nacionalidad británica tras emigrar de su natal Hungría.

## Datos biográficos
Kaldor estudió en el Model Gymnasium de Budapest, en Berlín, y desde 1927 en la London School of Economics, de la que fue profesor entre 1932 y 1947. Después de la Segunda Guerra Mundial, formó parte de la Comisión Económica para Europa. Desde 1949 fue profesor del King's College de Cambridge. Desde 1955 asesoró a varios países en desarrollo y a partir de 1963 fue también consejero especial del tesoro británico y asesor del gobierno laborista. En 1966, fue nombrado profesor de economía en la Universidad de Cambridge. En 1974, fue nombrado Barón Kaldor, de Newnham en la ciudad de Cambridge.

## Contribuciones
En 1934 propuso el famoso modelo de telaraña para estimar los precios agrícolas. Desarrolló en 1939 el principio de "compensación" llamado óptimo de Kaldor-Hicks, según el cual si un cambio en la distribución de la renta permite a los que ganan, compensar a los que pierden, el resultado es un incremento del producto y por tanto del bienestar general. (ver Economía del bienestar) Produjo algunos de los primeros memorandos con respecto a la creación del impuesto sobre el valor añadido.
Sus principales investigaciones se relacionaron con el modelo de crecimiento estable, que trata de determinar la variación de la tasa de inversión en función de la tasa de beneficio, que asocia a su teoría de la distribución.
Otra importante contribución de Kaldor desde el punto de vista de la economía keynesiana se refirió a los efectos dinámicos de la especulación, de cuyo estudio dedujo una teoría de los ciclos económicos endógenos, que le llevó a debatir con las posiciones de Friedrich Hayek sobre el tema y a afirmar que si un auge económico ha tenido un carácter altamente especulativo, el descenso puede ser muy agudo y conducir rápidamente a un nivel muy bajo.
Se destacan también sus últimos escritos que refutaban distintos puntos de la doctrina del monetarismo y el neoliberalismo.

### Teoría de los ciclos económicos
Después de la publicación de la Teoría General de Keynes se hicieron muchos intentos para construir un modelo de ciclo de negocios. Los modelos que fueron construidos por neo-keynesianos americanos como Paul Samuelson resultaron inestables. No podían describir por qué una economía debería recorrer la recesión y el crecimiento de manera estable. El británico neo-keynesiano John Hicks intentó mejorar la teoría imponiendo techos rígidos y suelos sobre el modelo. Pero la mayoría de los especialistas pensó que esto era una pobre manera de explicar el ciclo, ya que se basaba en restricciones artificiales y exógenas. Kaldor, sin embargo, había inventado una descripción totalmente coherente y altamente realista del ciclo económico en 1940. Utilizó la dinámica no lineal para construir esta teoría. La teoría de Kaldor era similar a la de Samuelson y Hicks, ya que utilizó un modelo de multiplicador-acelerador para entender el ciclo. Sin embargo, difería de estas teorías, ya que Kaldor introdujo el stock de capital como un determinante importante del ciclo comercial. Esto estaba de acuerdo con el bosquejo de Keynes del ciclo económico en su Teoría General.
Siguiendo a Keynes, Kaldor argumentó que la inversión dependía positivamente de los ingresos y negativamente del capital acumulado. La idea de que la inversión depende positivamente del crecimiento de los ingresos es simplemente la idea del modelo acelerador que sostiene que en períodos de crecimiento de los altos ingresos y, por tanto, del crecimiento de la demanda, la inversión debería aumentar en la anticipación del crecimiento de los ingresos y la demanda en el futuro. La intuición detrás de la relación negativa con la acumulación del stock de capital se debe al hecho de que si las empresas tienen una gran capacidad productiva acumulada ya no estarán tan inclinadas a invertir en más. Kaldor estaba efectivamente integrando las ideas de Roy Harrod sobre el crecimiento desequilibrado en su teoría.
Kaldor asumió entonces que las funciones de inversión y ahorro no son lineales. Argumentó que en los picos y en los valles del ciclo la propensión marginal a ahorrar cambia de manera opuesta. La intuición detrás de esto es que durante las recesiones las personas reducirán sus ahorros para mantener su nivel de vida, mientras que en los altos niveles de ingresos las personas ahorrarán una mayor proporción de sus ingresos. También argumentó que en los picos y en los valles del ciclo la propensión marginal a invertir se reduce. La intuición detrás de esto es que en el valle del ciclo habrá una gran cantidad de exceso de capacidad por lo que los empresarios no quieren invertir más, mientras que en el pico del ciclo los costos crecientes desalentarán la inversión. Esto crea una dinámica no lineal en la economía que impulsa entonces el ciclo económico.
Cuando Kaldor combina estos componentes obtenemos un claro modelo de seis etapas del ciclo económico. En la primera etapa la economía está en posición de equilibrio. La inversión se está produciendo y el stock de capital está creciendo. En la segunda etapa, el crecimiento del stock de capital conduce a un cambio a la baja en la curva de inversión, ya que los empresarios deciden que sus fábricas no incrementen la producción. En la tercera etapa (que se superpone con la segunda etapa) el alto crecimiento en los ingresos provoca un mayor ahorro que empuja la curva de ahorro hacia arriba. En este punto las dos curvas se vuelven tangenciales y el equilibrio se vuelve inestable lo que genera una recesión. En la cuarta etapa, la misma dinámica entra en acción, pero esta vez se mueve en la dirección opuesta. En la sexta??? etapa el equilibrio es de nuevo inestable y se produce un auge.
Kaldor también señaló la importancia de la distribución del ingreso en su teoría del ciclo económico. Asumió que los ahorros de los salarios eran más altos que los ahorros de los beneficios. Es decir, argumentó que las personas más pobres (trabajadores) tienden a ahorrar menos que las personas más ricas (capitalistas).
Cabe señalar que el modelo de Kaldor asume la flexibilidad de los salarios y los precios. Si la flexibilidad de los salarios y los precios no se aproxima, la economía puede tener una tendencia a la inflación perpetua y creciente o al estancamiento persistente. Kaldor también hace suposiciones consistentes sobre cómo los salarios y los precios responden en inflaciones y depresiones. Si estas suposiciones se sostienen el modelo de Kaldor nos llevaría a concluir que el ciclo podría dar lugar a la inflación perpetua y creciente o estancamiento.
La teoría no lineal del ciclo económico de Kaldor supera la dificultad que cualquier economista tenía con la teoría del crecimiento de Roy Harrod. Muchos de los economistas neokeynesianos americanos pensaron que el trabajo de Harrod implicaba que el capitalismo tendería hacia extremos de crecimiento cero e infinito y que no había dinámica que pudiera mantenerlo bajo control. Robert Solow, que finalmente creó el modelo de crecimiento de Solow en respuesta a estos problemas percibidos, resumió este punto de vista como tal:
"Tenga en cuenta que el primer Ensayo de Harrod fue publicado en 1939 y el primer artículo de Domar en 1946. La teoría del crecimiento, como mucho más en macroeconomía, fue un producto de la depresión de la década de 1930 y de la guerra que finalmente terminó. Sin embargo, me pareció que la historia contada por estos modelos no encajaba. Una expedición de Marte que llegara a la Tierra después de leer esta literatura habría esperado encontrar sólo los restos de un capitalismo que se había sacudido hace mucho tiempo. La historia económica fue, de hecho, un registro de fluctuaciones, así como de crecimiento, pero la mayoría de los ciclos económicos parecían limitarse a sí mismos. El crecimiento sostenido, aunque perturbado, no era una rareza." 
De hecho, el artículo de Kaldor en 1940 ya había demostrado que esto era completamente falso. Solow trabajaba con una teoría errónea y deficiente del ciclo económico que había tomado de Samuelson. En el momento en que Solow estaba trabajando en su teoría del crecimiento, los economistas de Cambridge UK, ya habían establecido satisfactoriamente una teoría autolimitada del ciclo económico que consideraban una descripción razonable del mundo real. Esta es una de las razones por las que los economistas de Cambridge fueron tan hostiles en su reacción al modelo de crecimiento de Solow y siguieron atacándolo en la controversia de Cambridge de los años sesenta. La ignorancia por parte de los economistas estadounidenses sobre el modelo de Kaldor también explica por qué los economistas post-keynesianos de Cambridge encontraron que el modelo ISLM favorecido por los neokeynesianos americanos era deficiente.

## Obras
- The Case Against Technical Progress, 1932, Economica
- The Determinateness of Static Equilibrium, 1934, RES
- The Equilibrium of the Firm, 1934, EJ
- Market Imperfection and Excess Capacity, 1935, Economica
- Pigou on Money Wages in Relation to Unemployment, 1937, EJ
- 1939, Welfare propositions of economics and interpersonal comparisons of utility. Economic Journal 49:549–52.
- Speculation and Economic Stability, 1939, RES
- Capital Intensity and the Trade Cycle, 1939, Economica
- A Model of the Trade Cycle, 1940, EJ
- Professor Hayek and the Concertina Effect, 1942, Economica
- The Relation of Economic Growth and Cyclical Fluctuations, 1954 EJ
- An Expenditure Tax, 1955.
- Alternative Theories of Distribution, 1956, RES
- A Model of Economic Growth, 1957, EJ
- Monetary Policy, Economic Stability, and Growth, 1958.
- Economic Growth and the Problem of Inflation, 1959, Economica.
- A Rejoinder to Mr. Atsumi and Professor Tobin, 1960, RES
- Keynes's Theory of the Own-Rates of Interest, 1960, in Kaldor, 1960.
- Essays on Value and Distribution, 1960.
- Essays on Economic Stability and Growth, 1960.
- Capital Accumulation and Economic Growth, 1961, in Lutz, editor, Theory of Capital
- A New Model of Economic Growth, with James A. Mirrlees, 1962, RES
- The Case for a Commodity Reserve Currency, with A.G. Hart and J. Tinbergen, 1964, UNCTAD
- Essays on Economic Policy, 1964, two volumes.
- Causes of the Slow Rate of Economic Growth in the UK, 1966.
- The Case for Regional Policies, 1970, Scottish JE.
- The New Monetarism, 1970, Lloyds Bank Review
- Conflicts in National Economic Objectives, 1971, EJ
- The Irrelevance of Equilibrium Economics, 1972, EJ
- What is Wrong with Economic Theory, 1975, QJE
- Inflation and Recession in the World Economy, 1976, EJ
- Equilibrium Theory and Growth Theory, 1977, in Boskin, editor, Economics and Human Welfare.
- Capitalism and Industrial Development, 1977, Cambridge JE
- Further Essays on Economic Theory, 1978.
- The Role of Increasing Returns, Technical Progress and Cumulative Causation..., 1981, Economie Appliquee
- Fallacies on Monetarism, 1981, Kredit und Kapital.
- The Scourge of Monetarism, 1982.
- The economic consequences of Mrs. Thatcher, 1983.
- The Role of Commodity Prices in Economic Recovery, 1983, Lloyds Bank Review
- Keynesian Economics After Fifty Years, 1983, in Trevithick and Worswick, editors, Keynes and the Modern World
- Economics Without Equilibrium, 1985.